# Trotinetă electrică

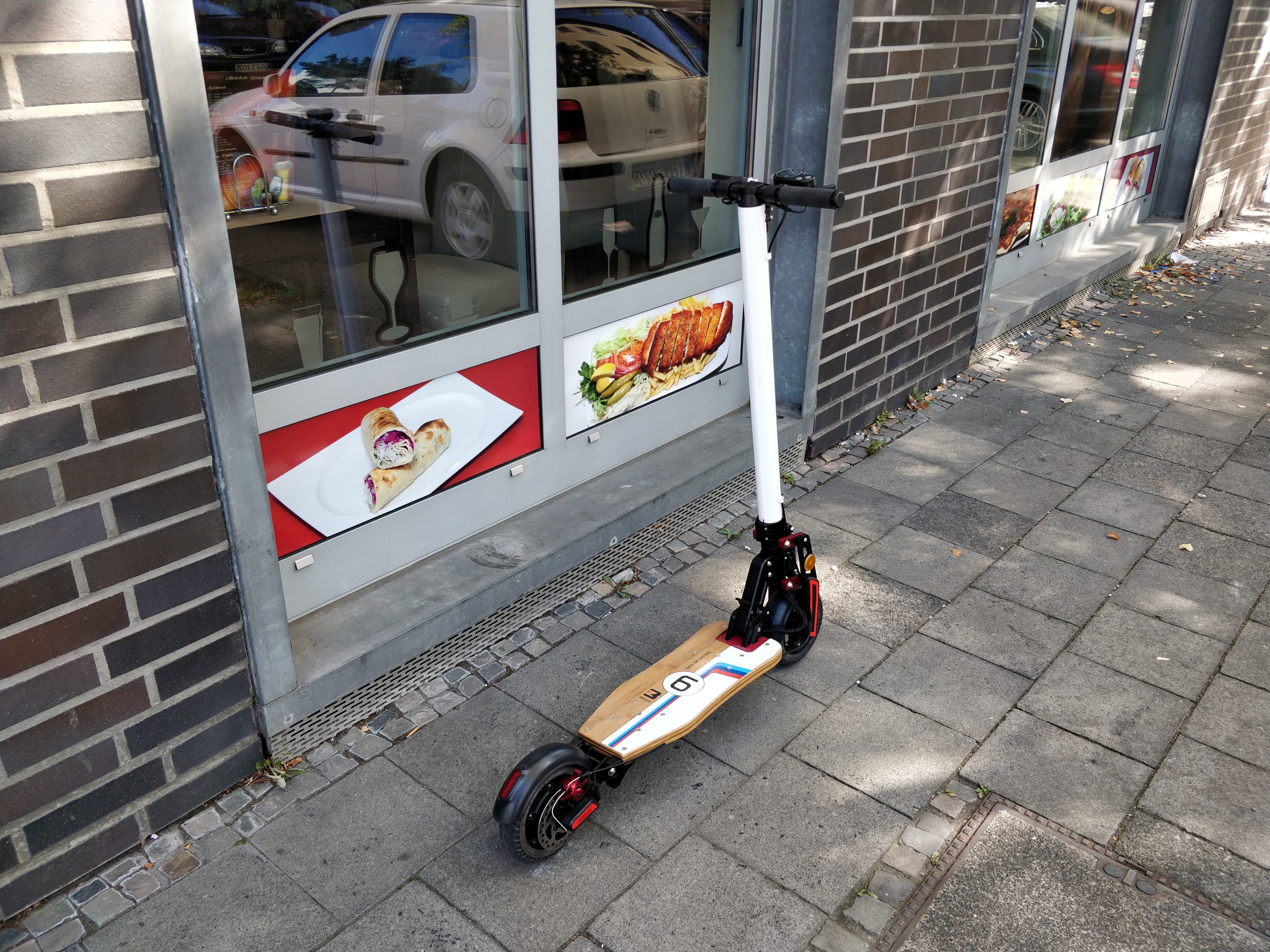
Trotinetă electrică

O trotinetă electrică este o trotinetă alimentată de un mic motor electric în roata din față și/sau din spate. Clasificate ca o formă de micro-mobilitate, sunt în general proiectate cu o punte centrală mare pe care stă utilizatorul. Prima trotinetă electrică a fost produsă de Autoped în 1915.
Începând cu anii 2010, trotinetele electrice (e-scooter) au crescut în popularitate odată cu introducerea sistemelor de partajare care folosesc aplicații pentru a permite utilizatorilor să le închirieze pe timp; astfel de sisteme se găsesc astăzi aproape în toată lumea.

## Istorie
- 1915: Autoped își prezintă scuterul stand-up. Trăgând înapoi de ghidon, ambreiajul a fost decuplat și a aplicat frâna. Producția a continuat până în 1921; Krupp din Germania a construit Autopedul sub licență din 1919 până în 1922.[2][3]
- 1986: Go-Ped introduce primele scutere moderne, Roadster și Sport.
- Mai 2001: Go-Ped introduce prima trotinetă electric cu suspensie completă, Hoverboard.
- 2004: Evo Powerboards introduce 2x, primul scuter cu transmisie cu două trepte.
- Noiembrie 2009: Go-Ped introduce primul său scuter și kart complet alimentat cu propan, GSR Pro-Ped și GSR Pro-Quad. [4]
- 2009: Designerul italo-israelian Nimrod Ricardo Sapir proiectează primul trotinet electric pliabil din lume pe baza brevetului său.
- 2010: Nimrod Ricardo Sapir începe să producă primul trotinet electric pliabil motorizat din lume care folosește baterii litiu-ion și un motor fără perii sub marca MyWay [5] în Avihayil, Israel, redenumit Inokim în 2013 și ulterior mută producția la Ningbo, China.
- 2013: Trotinetele electrice pliabile ușoare alimentate cu baterii reîncărcabile cu litiu și motoare cu butuc fără perii devin disponibile de la Micro Mobility Systems AG. [6]
- 2018: Sistemele de partajare a scuterelor fără andocare sunt lansate în marile orașe, în mare parte ca extinderi ale sistemelor de partajare a bicicletelor . [7]

Trotinetele electrice au depășit în popularitate trotinetele cu motor cu combustie internă din începând cu anii 2000. De obicei, au două roți între 20 cm și 28 cm în diametru, dintre care unul sau ambele sunt echipate cu un motor electric, conectate printr-o platformă pe care stă utilizatorul, cu ghidon pentru sprijin și direcție. Utilizarea unui motor electric face ca treptele de viteză să nu fie necesare și poate sprijini recuperarea energiei prin frânare regenerativă . Gama și viteza variază considerabil în funcție de model. O referință arată intervale cuprinse între 3 și 220 km și viteze maxime de la 19 la 120 km/h.
În 2017, unele companii de partajare a bicicletelor, cum ar fi Lime, și unele companii exclusiv scutere, precum Bird, au început să ofere servicii de partajare a scuterelor electrice fără andocare. Acest segment al pieței de micro-mobilitate a făcut incursiuni mari în 2018, numeroase scutere electrice fără andocare apărând în marile orașe din întreaga lume,  uneori lansări neaprobate și controversate, cum ar fi în San Francisco.  Diferitele jurisdicții au propriile reguli care reglementează utilizarea trotinetelor electrice pe drumurile publice și trotuare. 